# 雙瓣狸藻亞屬
雙瓣狸藻亞屬（学名：Utricularia subg. Bivalvaria）是狸藻屬中的一個亞屬。 本亚屬的最初描述是在1874年由威廉·蘇爾皮·庫爾茨所發表。在彼得·泰勒的1989年本屬的專題論文上，他將本亞屬降低成異名，置於蚌實狸藻節中。由於分子種系發生學研究的見解，這項判定後來被撤銷，並連帶的恢復了本亞屬。